# Sint-Willibrorduskerk (Bodegraven)
De Sint Willibrorduskerk is een rooms-katholieke parochiekerk in de Nederlandse plaats Bodegraven. De kerk uit 1865 is ontworpen door Pierre Cuypers en verving een oudere schuilkerk. De kerk maakt deel uit van de Sint Jan de Doperparochie, waarin kerkgemeenschappen uit onder meer Gouda, Reeuwijk, Waddinxveen en Boskoop gefuseerd zijn.

## Geschiedenis
Tot de reformatie was de oude dorpskerk die aan Sint-Gallus was gewijd de katholieke kerk. Toen met de reformatie deze kerk protestants werd en het openbaar uitoefenen van het katholieke geloof bij wet verboden werd, werd er gekerkt in schuilkerken. Vanaf 1643 was er zo'n schuilkerk aan de Overtocht die net als de oude dorpskerk werd gewijd aan Sint-Gallus. 

### Nieuwbouw
Toen in de negentiende eeuw de godsdienstvrijheid toenam, maakte men ook hier plannen voor een grootse katholieke kerk. Grote drijfkracht voor nieuwbouw was pastoor Willibrord van Heyningen die in 1857 pastoor was geworden in Bodegraven. Pierre Cuypers ontwierp een kerk in neogotische stijl. Daarmee is deze kerk zowel een vroeg voorbeeld van de neogotiek in Nederland, als een van de vroegste kerkgebouwen uit het oeuvre van Cuypers. In 1862 begon de bouw en in 1865 was de kerk voltooid. Pastoor Willibrord Van Heyningen wilde echter de patroon van de kerk veranderen van Sint-Gallus in Sint Willibrord, de eerste bisschop van Utrecht. De toenmalige bisschop was tegen de naamswijziging. Uiteindelijk kreeg Van Heyningen het toch voor elkaar en in 1865 werd de kerk als Sint-Willibrorduskerk door mgr. Wilmer ingewijd.

### Brand en herstel
In de late avond van 24 maart 1982 brak brand uit in het kerkgebouw. Kortsluiting bij het orgel zorgde voor een brand die zich door de toren en over het dak verspreidde. Uiteindelijk zijn het orgel, het gehele dak en een deel van de inventaris (waaronder een deel van de kruiswegstaties) in vlammen opgegaan. 
Herstel van het kerkgebouw begon in de zomer van 1982. Op de zondag na Pasen van 1983 werd de herstelde kerk plechtig in gebruik genomen door een viering met de Rotterdamse bisschop Ad Simonis. Tijdens Pinksteren in 1984 werd het herstel afgerond met ingebruikneming van het orgel.

## Orgel
De kerk beschikt over een Maarschalkerweerdorgel. Het orgel is in 1897 gebouwd voor de Dominicuskerk in Alkmaar, eveneens een creatie van Pierre Cuypers. Toen die kerk werd gesloten, heeft het Bodegraafse kerkbestuur, dat sinds de brand van 1982 zocht naar een nieuw orgel, het orgel overgenomen. Ook de orgelkas, in 1897 gemaakt door het kunstatelier Gebr. Margry en Sickers uit Rotterdam, is overgekocht en siert nog altijd het orgel. Op de voorkant van de orgelkas staat 'Cantemus Domino Canticum Novum', 'Laten wij een nieuw lied voor de Heer zingen'.